# Нектарникови
Нектарниковите (Nectariniidae) са семейство птици от разред Врабчоподобни (Passeriformes).
Семейството включва 16 рода с около 145 вида, разпространени в тропичните области на Африка и Азия до Нова Гвинея и Северна Австралия. Размерите им варират от Cinnyris nectarinioides с маса 5 грама до Arachnothera flavigaster с маса 45 грама. Повечето видове се хранят главно с цветен нектар, но също и с насекоми и паякообразни.

## Родове
Семейство Нектарникови
- Chalcoparia
- Deleornis
- Anthreptes
- Hedydipna
- Anabathmis
- Dreptes
- Anthobaphes
- Cyanomitra
- Chalcomitra
- Leptocoma
- Nectarinia – Нектарници
- Drepanorhynchus
- Cinnyris
- Aethopyga
- Kurochkinegramma
- Arachnothera